# J. F. C. Fuller
John Frederick Charles Fuller (1878-1966) fue un militar, historiador y estratega británico.

## Biografía
Tenía el apodo de «Boney». Tras la Primera Guerra Mundial fue partidario de una «mecanización» del Ejército, al convertirse en un firme defensor de la guerra acorazada. Se afilió a la Unión Británica de Fascistas a mediados de 1934, después de abandonar el Ejército.
Un prolífico autor, y de notable fama —llegó a ser denominado el «Clausewitz del siglo XX»—, fue autor de obras sobre conflictos como la Primera y Segunda Guerra Mundial, la segunda guerra ítalo-etíope, o la Guerra de Secesión, entre otras muchas, además de sobre figuras militares como los generales Ulysses S. Grant y Robert E. Lee, Alejandro Magno o Julio César, entre otras. También destaca su trilogía A Military History of the Western World (1954-1956). Autor de The Star in the West; a critical essay upon the works of Aleister Crowley, fue de hecho durante una fase de su vida «seguidor» del ocultista Aleister Crowley.

## Algunas obras
- Tanks in the Great War, 1914-1918 (E. P. Dutton and Company, 1920)[6]
- The Reformation of War (1923)[18]
- Pegasus Problems Of Transportation (Kegan Paul, Trench, Trubner & Co., Ltd. / E. P. Dutton & Co, Londres / Nueva York, 1925)[19]
- The Generalship of Ulysses S. Grant (Dodd, Mead & Company, New York, 1930)[9]
- The Dragon's Teeth (Constable, London, 1932)[20][21]
- War and Western Civilization, 1832-1932 (Duckworth, 1933)[22]
- Grant and Lee. A Study in Personality and Generalship (Scribner's, 1933)[10][a]
- The First of the League Wars (1936)[8]
- Towards Armageddon: the defence problem and its solution (Dickson, London, 1937)[23]
- The Secret Wisdom of the Qabalah (1937)[24]
- Decisive Battles (Charles Scribner's Sons, New York, 1940)[25]
- Machine Warfare. An Enquiry into the Influences of Mechanics on the Art of War (Hutchinson, 1942)[26]
- Decisive Battles of the U.S.A. (Harper & Bros, New York, 1942),[27]
- Armament and History (Charles Scribner's Sons, 1945)[28]
- How to Have Run World War II. The Second World War, 1939-45 (Duell, Sloan & Pearce, New York, 1949)[7]
- A Military History of the Western World: From the Earliest Times to the Battle of Lepanto (1954)[29]
- A Military History of the Western World. Vol. II: From the Defeat of the Spanish Armada, 1588 to the Battle of Waterloo, 1815 (1955)[30]
- A Military History of the Western World. III: From the Seven Days' Battle, 1862, to the Battle of Leyte Gulf, 1944 (1956)[31]
- The Generalship of Alexander the Great (Eyre & Spottiswoode, London, 1958)[13][32]
- The Conduct of War, 1789-1961 (Rutgers University Press, 1961)[33][34]
- Julius Caesar: Man, Soldier, and Tyrant (1965)[14]